# Ель-Хуфуф
Ель-Хуфуф (араб. الهفوف) — місто в Саудівській Аравії. Розташоване в адміністративному окрузі Еш-Шаркія. Населення — 321 471 людини (за оцінкою 2010 року).

## Загальні відомості
Місто розташоване в оазі Ель-Хаса, на північний захід від нафтового родовища Абкайк та агломерації Дахран — Даммам — Ель-Хубар по дорозі до села Харада, на висоті 164 м над рівнем моря. Ель-Хуфуф знаходиться зовсім недалеко від знаменитого нафтового родовища-гіганта Гавар.
Ель-Хуфуф є одним з головних культурних центрів Саудівської Аравії. Тут проживають представники безлічі відомих всій країні прізвищ. У місті розташовані сільськогосподарський, ветеринарний факультети та факультет з вивчення живих ресурсів Університету імені короля Фейсала (решта факультетів знаходяться в Даммамі). Також у місті є спеціальні факультети для жінок з вивчення медицини, стоматології та домогосподарства.
Ель-Хуфуф за легендою вважається місцем смерті Лейли і Меджнуна, персонажів найвідомішої в арабському і мусульманському світі історії про трагічне кохання. Також тут нібито бувала цариця Савська.
Місто стало центром Східної провінції в 1953 році. У Ель-Хуфуфі раніше можна знайти сліди османського панування (з 1871 по 1913 роки місто входило до складу Османської імперії). У місті є музей, що розповідає про історію міста.

## Населення
На початку XX століття населення Ель-Хуфуфа становило приблизно 25 000 осіб, з яких три чверті (75 %) становили суніти, а інші були шиїтами-двонадесятники. Місто залишається змішаним за своїм релігійним складом і донині, залишаючись протягом своєї історії важливим центром для сунітів — послідовників малікійського мазхабу на Аравійському півострові. У селах, розташованих в оазі біля Ель-Хуфуфа, раніше проживало безліч шиїтів.

## Економіка та транспорт
У місті добре розвинутіе кустарні промисли — виробництво вовняного одягу і тканин, золотих та срібних прикрас. Також у місті виробляються сувенірні мечі й кинджали, вироби з міді. У оазі навколо міста вирощуються фініки, рис, виноград, ячмінь та пшениця; розводяться арабські скакуни. У Ель-Хуфуфі розташований відомий в Саудівській Аравії верблюжий ринок.
Хоча в Ель-Хуфуфі є два аеропорти, він обслуговується аеропортом «Король Фахд», розташованим за 130 км від міста. Що стосується двох місцевих аеропортів, то один з них в даний час закритий, а з іншого здійснюються внутрішні рейси в Джидду компанією Saudi Arabian Airlines.
Місто розташоване на головній в країні залізниці, що з'єднує портове місто Рас-Таннура зі столицею Ер-Ріядом.